# Laura Flessel-Colovic

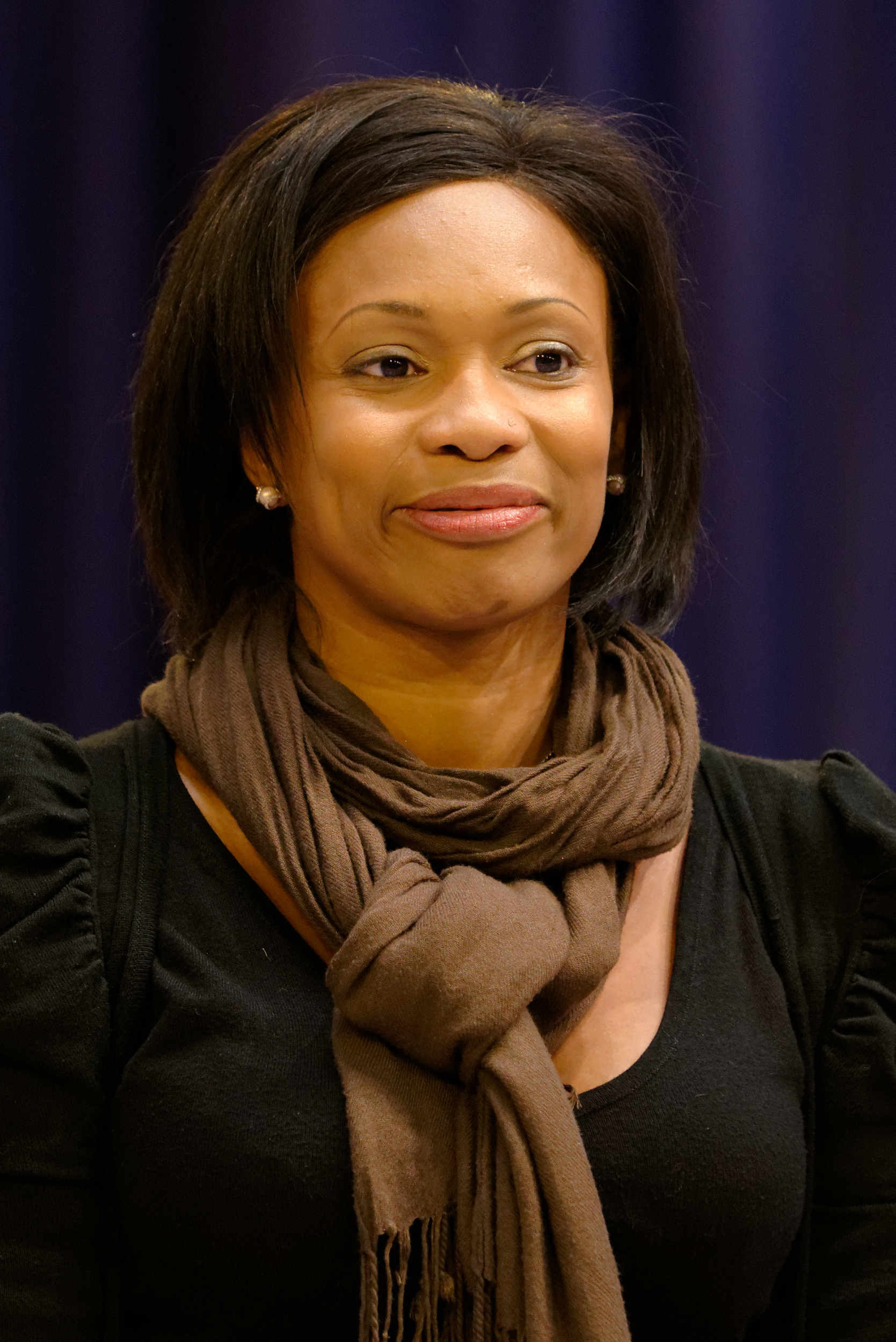
Laura Flessel-Colovic (2013)

Laura Élodie Flessel-Colovic (* 6. November 1971 in Pointe-à-Pitre als Laura Flessel) ist eine ehemalige französische Fechterin (Degen) und Politikerin (parteilos) aus dem Übersee-Département Guadeloupe. Bei Olympischen Spielen errang sie zwei Gold-, eine Silber- und zwei Bronzemedaillen.

## Werdegang

### Kindheit
Laura Flessel wuchs in einer Mittelklassefamilie in Guadelupe auf; ihr Vater war Vater Meteorologe, ihre Mutter Lehrerin.

### Sportliche Karriere
Laura Flessel begann in Guadeloupe mit dem Fechtsport. Mit 18 kam sie in das französische Sportzentrum Institut national du sport et de l’éducation physique (INSEP) in Paris. 1993 wurde sie erstmals französische Meisterin mit der Degenmannschaft, 1995 folgte das erste wichtige internationale Ergebnis mit dem Gewinn der Silbermedaille bei den Fechtweltmeisterschaften in Den Haag. Der größte Erfolg gelang ihr bei den Olympischen Spielen 1996 in Atlanta, wo sie bei den erstmals ausgetragenen Degenwettbewerben für Frauen zweimal Gold errang. Sie gewann sowohl im Einzel als auch gemeinsam mit Valérie Barlois und Sophie Moressée-Pichot im Mannschaftswettbewerb. Bei den Olympischen Sommerspielen 2000 in Sydney gewann sie Bronze, bei den Olympischen Sommerspielen 2004 in Athen Silber im Einzel und Bronze mit der Mannschaft.
Bei den Fechtweltmeisterschaften 1998 in La Chaux-de-Fonds gewann sie die ersten beiden von fünf WM-Titeln. Insgesamt gewann sie zwölf WM-Medaillen. Ebenfalls 1998 siegte sie mit ihrem Klub Racing Club de France im Fecht-Europacup für Vereine.
1996 heiratete sie den Sportjournalisten Denis Colovic. Im Juni 2001 kam ihre Tochter Leilou zur Welt, und vier Monate später gewann Flessel-Colovic die Silbermedaille bei den Weltmeisterschaften in Nîmes. 2002 wurde sie positiv auf das Dopingmittel Coramin getestet. Der Fecht-Weltverband ging davon aus, dass Flessel das Mittel ohne ihr Wissen vom Trainer verabreicht bekam, und sperrte sie nur für drei Monate.
Laura Flessel-Colovic blieb auch danach eine erfolgreiche Sportlerin. So wurde sie 2007 bei der WM in Sankt Petersburg abermals Weltmeisterin mit der Degen-Mannschaft. Für die Olympischen Spiele 2012 in London wurde sie als Fahnenträgerin der französischen Delegation ernannt. Nach den Spielen beendete sie ihre Karriere.

### Politische Karriere

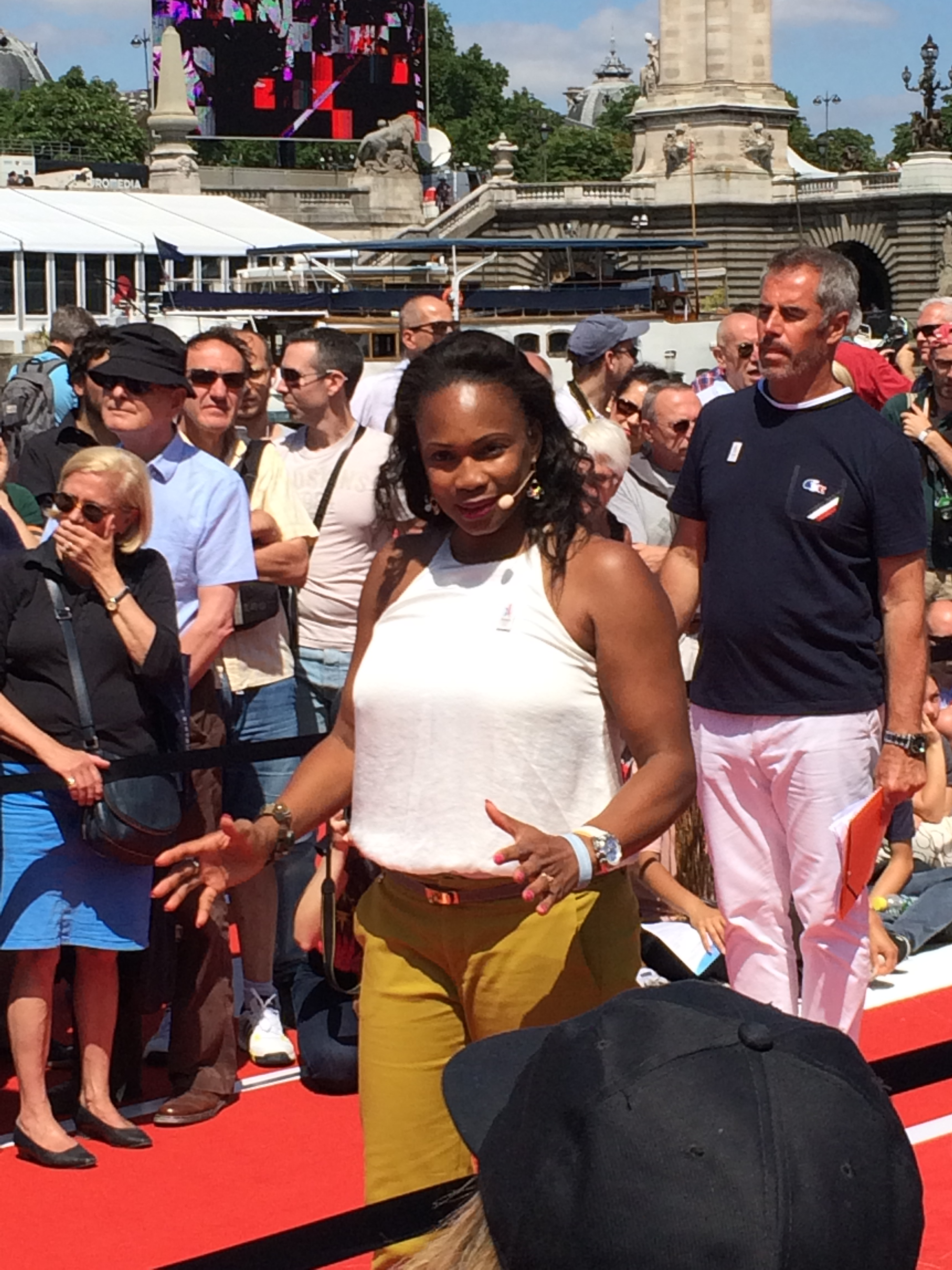
Laura Flessel-Colovic (2017)

Am 17. Mai 2017 wurde sie zur Sportministerin in der Regierung von Premierminister Édouard Philippe ernannt. Flessel-Colovic teilte am 4. September 2018 überraschend ihren Rücktritt „aus persönlichen Gründen“ mit. und Roxana Maracineanu wurde als ihre Nachfolgerin nominiert. Mediapart und Le Canard enchaîné berichteten, das Flessels Bildrechte vermarktende Unternehmen habe Einnahmen nicht deklariert.

### Weitere Aktivitäten
Im Jahr 2012 nahm sie an der dritten Staffel der Tanzshow Danse avec les stars teil.

## Erfolge

### Olympische Spiele
- Olympiasiegerin 1996 – Degen Einzel
- Olympiasiegerin 1996 – Degen Mannschaft
- Silbermedaille 2004 – Degen Einzel
- Bronzemedaille 2004 – Degen Mannschaft
- Bronzemedaille 2000 – Degen Einzel

### Weltmeisterschaften
- Weltmeisterin 1998 – Degen Einzel
- Weltmeisterin 1998 – Degen Mannschaft
- Weltmeisterin 1999 – Degen Einzel
- Weltmeisterin 2005 – Degen Mannschaft
- Weltmeisterin 2007 – Degen Mannschaft
- Weltmeisterin 2008 – Degen Mannschaft
- Silbermedaille 1995 – Degen Mannschaft
- Silbermedaille 2001 – Degen Einzel
- Silbermedaille 2006 – Degen Mannschaft
- Bronzemedaille 1995 – Degen Einzel
- Bronzemedaille 1997 – Degen Mannschaft
- Bronzemedaille 2005 – Degen Einzel
- Bronzemedaille 2006 – Degen Einzel

### Europameisterschaften

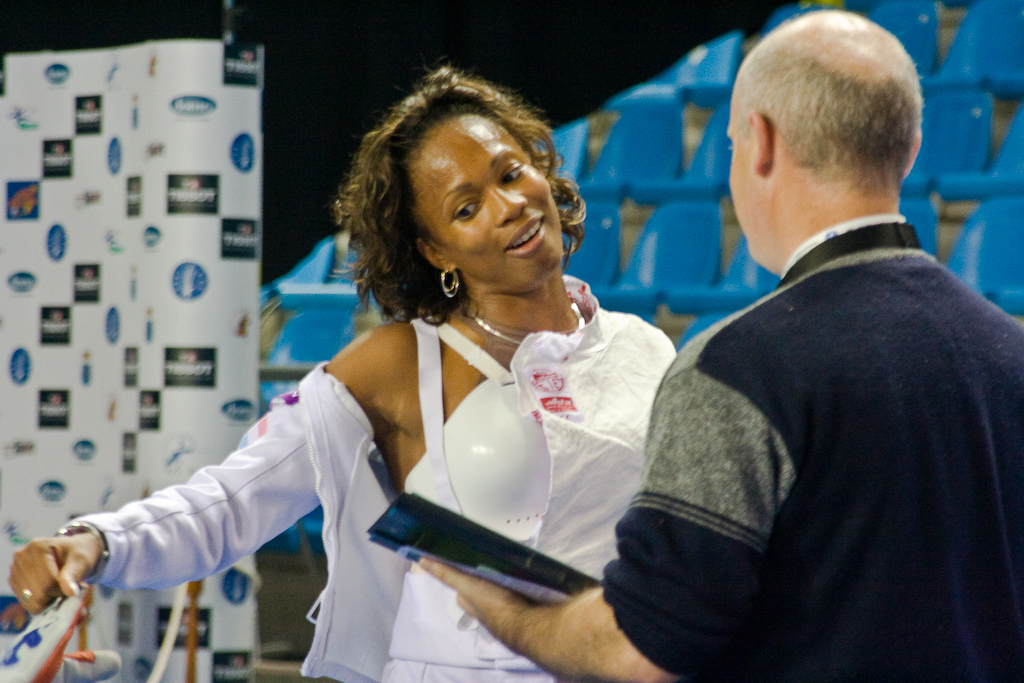
Laura Flessel-Colovic bei den Fechteuropameisterschaften 2007

- Europameisterin 2007 – Degen Einzel
- Bronzemedaille 2007 – Degen Mannschaft
- Bronzemedaille 2009 – Degen Einzel
- Bronzemedaille 2010 – Degen Einzel
- Bronzemedaille 2010 – Degen Mannschaft

### Fecht-Weltcup
- Gesamtsiegerin Degen 2002/03
- Gesamtsiegerin Degen 2003/04